# Arnay-le-Duc
Arnay-le-Duc je francouzská obec v departementu Côte-d'Or v regionu Burgundsko-Franche-Comté. V roce 2009 zde žilo 1 674 obyvatel. Je centrem kantonu Arnay-le-Duc.